# Студия интерактивного контента
«Студия интерактивного контента» — российская компания, занимающаяся производством интерактивных мультимедийных проектов на базе собственных технологий. Основателем компании является Павел Косяков.

## История
Первый состав команды сформировался в 2018 году, когда был создан интерактивный сайт-игра для поддержки релиза YouTube-сериала «Russian Hackers Life». В 2019 год были реализованы интерактивные механики для первого российского интерактивного сериала «Digital Доктор». В 2020 году совместно с Лабораторией социального кино «Третий сектор» был создан первый сезон интерактивного веб-сериала «Найден_жив» при поддержке Института развития интернета. В том же году были разработаны интерактивные механики мультфильма «Последние дни треша», созданного для телеканала 2х2. В 2021 году вышли второй сезон интерактивного веб-сериала «Найден_жив» и интерактивный веб-сериал «#несвалка».

## Направления деятельности и разработки
Компания специализируется на производстве интерактивных мультимедийных проектов на базе собственных технологий. Данный формат проектов подразумевает под собой комплекс возможностей максимального вовлечения аудитории в повествование, продукт или услугу, за счёт интерактивных элементов, анимации, саунд-дизайна. В качестве интерактивных элементов выступают сюжетные развилки, мини-игры, интерактивные задания, опросы. Студия создаёт интерактивные проекты для кино, бизнеса, НКО.

## Деятельность

### «Digital-доктор» (2019)
Интерактивный веб-сериал, созданный по одноимённому российскому комиксу. Режиссёром является Виктор Кравченко. Премьера состоялась 25 апреля 2019 года. В центре сюжета сериала — бродяга с именем Digital Док, который странствует по свету и приходит на помощь заболевшим недугами нового века: хейтерство, зависимость от соцсетей и др. При этом главный герой принимает все важные решения, посоветовавшись со своими подписчиками в блоге.

### «Найден жив» (2020 и 2021 года)
Интерактивный драматический веб-сериал с игровыми и обучающими механиками, разработчиком которых является «Студия интерактивного контента». Сериал состоит из двух сезонов. Главную роль в обоих сезонах исполнил российский актёр Артур Смольянинов.
Сюжет разворачивается вокруг деятельности поисково-спасательного отряда «ЛизаАлерт», занимающегося поиском пропавших людей. В сериале зрителю необходимо принимать решения за героев, а также взаимодействовать с игровыми механиками, квестами, тестами, включающие в себя образовательный слой. После просмотра зрителей приглашают попробовать себя в реальном поиске с «ЛизаАлерт», выбрав одно из направлений обучения от отряда, что является взаимодействием реальности и игры.
Премьера первого сезона состоялась 31 июля 2020 года, премьера второго — 1 ноября 2021 года. Режиссёром и продюсером сериала являются Ольга Арлаускас и Никита Тихонов-Рау, соответственно. Проект реализовался при поддержке Института Развития Интернета (ИРИ). Оба сезона сериала размещены в онлайн-кинотеатре IVI.

### «Последние дни треша» (2020)
Интерактивный мультсериал был создан для телеканала 2x2.
Сюжет: на незаконной свалке встречаются три куска мусора: целлофановый романтик Пакет, старый брюзга из пенопласта Пено и Тру, пластиковая трубочка-активистка, мечтающая о переработке. Вместе они отправляются в океан на поиски пластикового острова, однако оказываются в центре событий, которые ведут мир к экологическому апокалипсису.

### «#Несвалка» (2021)
Интерактивный экологический веб-сериал в формате ситком с игровой механикой и образовательным слоем. Сериал состоит из 6 серий. Премьера состоялась 5 ноября 2021 года. Сериал размещён в онлайн-кинотеатре Wink.
Сюжет разворачивается вокруг молодой семьи Дениса и Оли, которые переезжает в новую квартиру. Замечая, что они оставляют так много отходов после себя, они решают встать на путь изменения поведения в сторону заботы об окружающей среде благодаря таким шагам как сокращение, отказ, повторное использование, переработка и компостирование.
Интерактивный формат сериала достигается за счёт встроенной игры, карточек с полезной информацией о принципах ответственного потребления и особенностях сортировки. Кроме того, пользователи зарабатывали ачивки (достижения участников), которые можно получить по мере просмотра серий, за считывание qr-кодов в соцсетях проекта и за участие в игре. Сериал «#несвалка» набрал более 6 млн просмотров и вошёл в шорт-лист «Зелёной премии» в декабре 2021 года.